# Ebrima Buaro
Ebrima Sorry Buaro, född 16 september 2000, är en gambisk simmare.
Vid olympiska sommarspelen 2020 i Tokyo slutade Buaro på 66:e plats på 50 meter frisim och blev utslagen i försöksheatet.